# Tengri FM
Tengri FM — национальная онлайн рок-радиостанция Казахстана. Входит в состав Медиа-холдинга Alash Media group, включающего информационный портал Tengrinews.kz, новостной сайт Alashainasy.kz, портал Massaget.kz, семейный телеканал СТВ, спортивный сайт Vesti.kz, молодёжное радио на казахском языке «Жулдыз» и другие ресурсы.
- 17 июня 2020 года «TENGRI FM» полностью прекратило вещание в FM–диапазоне и перешло на онлайн-вещание.

«Tengri FM» — основатель Первой Рок-Премии Казахстана в рамках Проекта «На Вершине Тенгри».

## Формат
В плей-листе Tengri FM вся энциклопедия мирового рока, а также самые популярные хиты в жанре Ethnoworld.
Радио транслирует программы собственного производства музыкального и информационного характера как на русском, так и на казахском языках.
Среди них проекты о современной и уже ставшей классикой рок музыке, образовательные проекты, программы о финансах и спорте, о современных технологиях и визитные карточки национальных и международных проектов.
Национальная информационная служба TengriFM выпускает в эфир новости каждые полчаса: специальные репортажи, комментарии специалистов, прямые включения с мест событий и экстренные выпуски новостей в режиме реального времени. Каждый день с 06:00 до 21:30 по будням и с 09:00 до 17:30 в выходные дни.

## Проекты
Радио Tengri FM является основателем ряда культурных проектов и фестивалей национального и международного масштабов:
- Национального рок-проекта «На Вершине Тенгри», направленного на поддержку творческой молодёжи Казахстана
- Международного Фестиваля Современной Этнической Музыки The Spirit of Tengri
- Первой Национальной премии Казахстана в области рок-музыки Рок-премия TENGRI FM
- Студенческого фестиваля мюзиклов Nauryz Jam.

## Хроника событий 2011—2015 гг

### Рок-фестивали и концерты
Идея проведения концертов и фестивалей зародилась с приходом на волну Tengri FM проекта «На Вершине Тенгри». Основная цель проекта поддержка творческой молодёжи Казахстана. Фестивали проводимые в рамках проекта, включают в себя презентацию молодых и именитых казахстанских рок-групп и концерты легендарных коллективов СНГ.
- 2011, март. Первый фестиваль «На вершине Тенгри» с участием группы «Чайф»
- 2011, сентябрь. Второй фестиваль «На вершине Тенгри» с участием группы «Ю-Питер»
- 2011, декабрь. Сольный концерт «Би-2»
- 2012, февраль. Третий фестиваль «На вершине Тенгри» с участием группы «Серьга», «Танцы минус»
- 2012, март. Сольный концерт Земфиры
- 2012, декабрь. Церемония Первой Национальной Рок-Премии TENGRI FM при участии Бориса Гребенщикова и группы «Аквариум»[1].
- 2014, осень. Серия концертов VI сезона Проекта с участием российских рок-коллективов и исполнителей: Глеб Самойлов, «Крематорий»[2], «Конец Фильма»[3].
- 2014, декабрь. Финальный концерт VI Сезона Проекта с участием группы «Наив»[4]

### Текущий момент в Проекте «На Вершине Тенгри»
В финале VI Сезона (2014 г.) победила группа Hadn’t Tea. Коллектив получил главный приз, группа будет представлять Казахстан на крупном российском рок-фестивале Stereoleto 2015, в июле будущего года.

### Фестивали Этнической Музыки The Spirit of Tengri
- 2013, июнь. I Фестиваль c участием 11 коллективов из стран: Кыргызстан, Казахстан, Россия, Башкортостан, Горная Шория, Алтай.
- 2014, июнь. II Фестиваль с участием 13 коллективов с трех континентов[5]. Кроме вышеозвученных коллективов, к фестивалю присоединились участники из Грузии — The Shin, Эквадора — Yarick Ecuador, Тывы — Радик Тюлюш, Турции — BaBa Zula и др.

В 2014 году, гала-концерт Фестиваля, прошедший в формате open-air был приурочен к году «Алматы — культурная столица СНГ 2014» и прошёл при поддержке акимата г. Алматы на площади перед Дворцом Республики, собрав под открытым небом около 10 000 жителей и гостей города.

## Первая Рок-Премия Казахстана
В рамках проекта «На Вершине Тенгри» по результатам 4-х сезонов радиостанцией была учреждена Первая Национальная Рок-Премия Tengri FM.
2 декабря 2012 состоялась Церемония вручения в 7 номинациях.
Победителей премии в нескольких номинациях «Мужской вокал», «Женский вокал», «Лучший трек», «Лучшая аранжировка», «Поэзия» и «За верность рок-н-роллу»- объявила комиссия из числа представителей творческих кругов Казахстана и России.
В состав жюри с российской стороны вошли: лидер группы «СерьГа» Сергей Галанин, музыкальный продюсер, организатор фестивалей «Максидром», «Нашествие», «Чартова Дюжина», а также концертов Земфиры Андрей Матвеев и вокалистка группы «Город 312» Светлана Назаренко.
Казахстанскую же сторону представляли: музыкальный эксперт Евгений Бычков, меценат и продюсер Ерлан Стамбеков, певица Ирэна Аравина, ректор Казахской Национальной консерватории имени Курмангазы Жания Аубакирова, генеральный продюсер радио NS Ноэль Шаяхметов, альпинист Максут Жумаев, генеральный директор компании «Меломан» Вадим Голенко, кинокритик Олег Борецкий, известный музыкант Фархат Ибрагимов, музыкальный эксперт Нурберген Махамбетов, президент холдинга «Алаш Медиа Групп» Батыр Казыбаев, а также директор радио Tengri FM Мадина Уморбекова.
В номинации «За верность рок-н-роллу» были представлены группы: Motor-Roller, Blues Motel, «Субкультура», Fridays, а также «Жантик-Бэнд».
В остальных категориях были объявлены группы «МайОлиКа», Paradox, Sugar free Blues, «Асем», Nissa J, iFLY, Chance 2 Dance, Some Toir, Cry Baby, Tishina, «Па Кампасам», Che Francisco, Jazz Voda, Angry Ants, «Лабастерхэб» и Hadn’t tea.
Лауреатами первой Национальной Премии в области рок-музыки в семи номинациях стали:
| # | Номинация               | Лауреат                                                              |
| - | ----------------------- | -------------------------------------------------------------------- |
| 1 | Лучшая аранжировка      | Some Toir                                                            |
| 2 | Поэзия                  | Che Francisco                                                        |
| 3 | Женский вокал           | Sugar free Blues                                                     |
| 4 | Мужской вокал           | Cry Baby                                                             |
| 5 | Лучший трек             | Angry Ants                                                           |
| 6 | За верность рок-н-роллу | Motor-Roller, Blues Motel, «Субкультура», The Fridays, «Жантик-Бэнд» |
| 7 | Выбор Интернета         | Flash Set                                                            |

Специальным гостем вечера был Борис Гребенщиков и группа «Аквариум», с уникальной концертной программой, посвященной закрытию юбилейного сезона «4000-летия группы». В таком расширенном составе группа дала всего три концерта: в Москве, Санкт-Петербурге и Алматы на премии Tengri FM.

«- Ваша песня „Отец яблок“ посвящена Алма-Ате?
— Если два слова значат одно и то же, значит они как-то связаны. Эта песня — посвящение вашему городу.».— Б. Гребенщиков

## Программы

### Передачи, выходящие в эфир
- «Selector» — Tengri FM совместно с British Council проект Selector: свежее из чартов прогрессивной британской new-wave музыки
- «Crossover» — результат сотрудничества радио Тенгри FM и Казахской национальной консерватории им. Курмангазы, ведущая: Кадди Нуралина
- «Две Жизни Спустя» — авторский проект Евгения Бычкова, программа о «золотой эпохе рока»
- «Beatles Foreva!» — авторский проект Евгения Бычкова, ретроспективы во времена The Beatles
- «Блюз по пятницам» — авторский проект Евгения Бычкова, программа о блюзе
- «Сводный Чарт» — всё о современном казахстанском роке, ключевая программа проекта «На Вершине Тенгри», ведущий Сергей Майборода
- «Акустика. Живой Звук» — живые выступления известных и новых музыкальных коллективов в студии Tengri FM
- «Через Вселенную» — программа в рамках проекта The Spirit of Tengri, посвященная этно-коллективам со всех континентов, ведущий Денис Максимов

### Передачи, выходившие в эфир
- «Фабрика Странностей» (ведущие Сергей Майборода и Любовь Панова)
- «9-й Архипелаг» авторский проект Евгения Бычкова